# المؤسسة الإسلامية في تورونتو
المؤسسة الإسلامية في تورونتو (بالإنجليزية: Islamic Foundation Toronto) هي واحدة من أقدم |مراكز الجالية الإسلامية في كندا.
استضافت العديد من الضيوف والمتحدثين العالميين.
أنشأ المبنى عام 1969 على مساحة 280 متر مربع، كمبنى خاص ثم تم شراؤه وتحويله إلى مسجد.